# Padroncino
Padroncino è un termine utilizzato in Italia per definire un autotrasportatore o un tassista proprietario di uno o più veicoli, utilizzati da egli stesso per lavorare, operando sia in modo diretto con clienti aziendali e privati, sia in conto terzi per società di trasporti.
La figura dell'autotrasportatore nasce infatti da queste figure che operano in completa autonomia, svolgendo trasporto merci su strada assumendosene anche il conseguente rischio di impresa. Dalla metà degli anni '80 i trasportatori come piccoli lavoratori autonomi hanno via via lasciato spazio ad aziende di trasporti di dimensioni maggiori, diventando generalmente lavoratori dipendenti.
La differenza principale tra la figura dell'autista dipendente e quella del padroncino, pur condividendo gli obblighi legislativi relativamente ai tempi di guida e di riposo, è principalmente che l'autista dipendente può considerare concluso il proprio lavoro giornaliero al termine degli incarichi quotidiani, mentre il padroncino deve anche occuparsi del rapporto con i clienti, per organizzare il giorno lavorativo successivo e tutte le questioni amministrative e gestionali dell'azienda in proprio.
In Italia il padroncino opera con licenza di “autotrasporto merci per conto di terzi”, ottenuta fornendo anche documenti atti a dimostrare di possedere i requisiti etici, professionali e organizzativi necessari (Carta di Qualificazione del Conducente, obbligatoria per legge dal 2009).